# Chuveiro atmosférico (física)

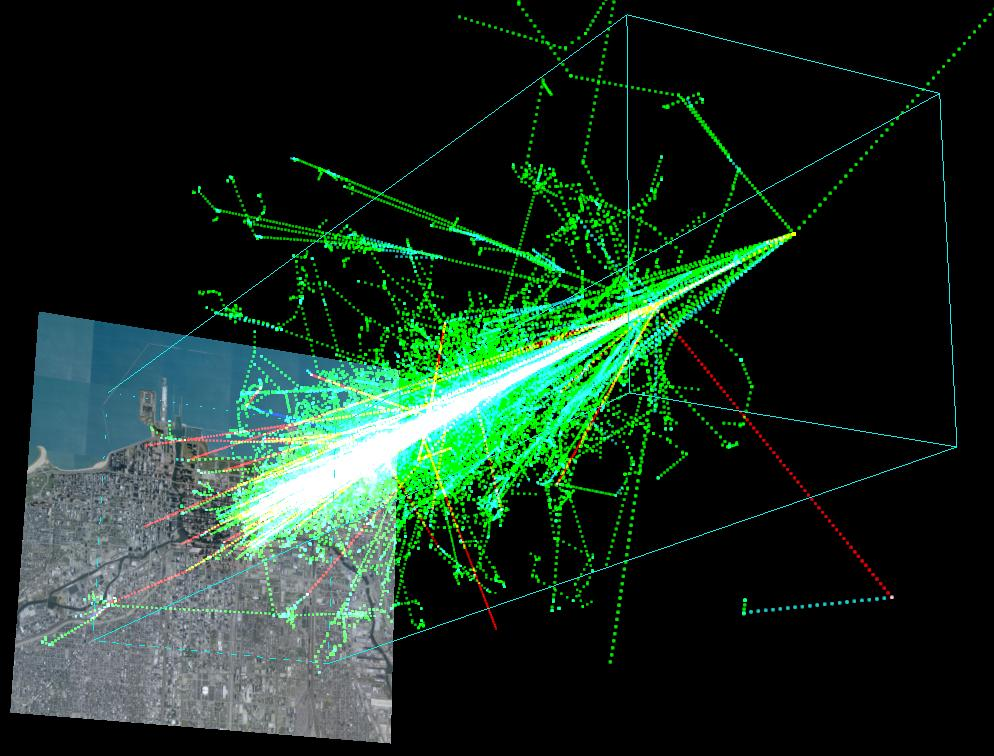
Chuva atmosférico de raios cósmicos criada por um próton de 1TeV atingindo a atmosfera 20 km acima da Terra. O chuveiro foi simulado usando o pacote AIRES. Modelos 3D animados deste e de outros chuveiros podem ser encontrados no COSMUS.

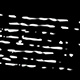
Chuveiro atmosférico detectado em uma câmara de nuvens.

Um chuveiro atmosférico é uma extensa (com muitos quilômetros de largura) cascata  de partículas ionizadas e radiação eletromagnética produzida na atmosfera quando um raio cósmico primário (ou seja, um de origem extraterrestre) entra na atmosfera. Quando uma partícula, que pode ser um próton, um núcleo, um elétron, um fóton ou (raramente) um pósitron, atinge o núcleo de um átomo no ar, ela produz muitos hádrons energéticos. Os hádrons instáveis decaem rapidamente no ar em outras partículas e radiação eletromagnética, que fazem parte dos componentes do chuveiro de partículas . A radiação secundária chove, incluindo raios X, múons, prótons, antiprótons, partículas alfa, píons, elétrons, pósitrons e nêutrons .
A dose de radiação cósmica é em grande parte de múons, nêutrons e elétrons, com uma taxa de dose que varia em diferentes partes do mundo e baseada principalmente no campo geomagnético, altitude e ciclo solar. As tripulações das companhias aéreas recebem mais raios cósmicos se trabalharem rotineiramente em rotas de vôo que os levem para perto do polo Norte ou Sul em grandes altitudes, onde esse tipo de radiação é máxima.
O chuveiro atmosférico foi descoberta por Bruno Rossi em 1934. Em 1937, Pierre Auger, sem conhecimento do relatório anterior de Rossi, detectou o mesmo fenômeno e o investigou com algum detalhe. Ele concluiu que partículas de raios cósmicos primários de alta energia interagem com núcleos de ar no alto da atmosfera, iniciando uma cascata de interações secundárias que finalmente produzem uma chuva de elétrons e fótons que atingem o nível do solo. Ao observar o raio cósmico com os detectores separados, Rossi reconheceu que muitas partículas chegam simultaneamente aos detectores. Este fenômeno é agora chamado de chuveiro atmosférico.

## Formação de chuveiro atmosférico

Formação de chuveiros de ar na atmosfera. O primeiro próton colide com uma partícula no ar criando píons, prótons e nêutrons

Depois que a partícula cósmica primária colidiu com a molécula de ar, a parte principal das primeiras interações são os píons . Também kaons e bárions podem ser criados. Pions, kaons e bárions pesados são instáveis e decaem em partículas mais leves e estáveis relativamente altas na atmosfera.
Os píons neutros {\displaystyle \ \pi ^{0}\ } decaimento pela interação eletrofraca em pares de fótons girando opostamente {\displaystyle \ \gamma \ } no processo {\displaystyle \ \pi ^{0}\rightarrow \gamma +\gamma \ .} Os fótons produzidos formam uma cascata eletromagnética criando mais fótons, prótons, antiprótons, elétrons e pósitrons.
Os pions carregados {\displaystyle \ \pi ^{\pm }\ } decaem preferencialmente em múons e (anti) neutrinos através da interação fraca {\displaystyle \ \pi ^{+}\rightarrow \mu ^{+}+\nu \ } e {\displaystyle \ \pi ^{-}\rightarrow \mu ^{-}+{\overline {\nu }}\ .} É assim que os múons e neutrinos que eventualmente atingem o solo são produzidos na chuva de ar.
O mesmo vale para kaons que podem produzir múons no processo {\displaystyle \ K^{+}\rightarrow \mu ^{+}+\nu \ } e {\displaystyle \ K^{-}\rightarrow \mu ^{-}+{\overline {\nu }}\ } Além disso, os kaons também podem produzir píons através do modo de decaimento {\displaystyle K^{\pm }\rightarrow \pi ^{\pm }+\pi ^{0}\ .} 

## Detecção
A partícula original chega com alta energia e, portanto, uma velocidade próxima à velocidade da luz, de modo que os produtos das colisões tendem também a se mover geralmente na mesma direção que a primária, enquanto se espalham lateralmente. Além disso, as partículas secundárias produzem um flash difundido de luz na direção direta devido ao efeito Cherenkov, bem como a luz de fluorescência que é emitida isotropicamente a partir da excitação de moléculas de nitrogênio. A cascata de partículas e a luz produzida na atmosfera podem ser detectadas com matrizes de detectores de superfície e telescópios ópticos. Os detectores de superfície normalmente usam detectores Cherenkov ou contadores de cintilação para detectar as partículas secundárias carregadas no nível do solo. Os telescópios usados para medir a fluorescência e a luz Cherenkov usam grandes espelhos para focar a luz nos aglomerados de PMT . Finalmente, os chuveiros atmosféricos emitem ondas de rádio devido à deflexão de elétrons e pósitrons pelo campo geomagnético. Como vantagem sobre as técnicas ópticas, a detecção de rádio é possível 24 horas por dia e não apenas durante as noites escuras e claras. Assim, vários experimentos modernos, por exemplo, TAIGA, LOFAR, ou o Observatório Pierre Auger usam antenas de rádio além de detectores de partículas e técnicas ópticas.
O perfil longitudinal do número de partículas carregadas pode ser parametrizado pela função de Gaisser-Hillas .

## Auroras
As partículas que fazem auroras são de baixa energia em comparação com o padrão de raios cósmicos. Quanto maior a energia, mais raras são as auroras. A Aurora Boreal é formada quando partículas carregadas que são emitidas do sol, durante uma erupção solar, penetram no campo magnético da Terra e colidem com átomos e moléculas em nossa atmosfera. A interação dessas partículas carregadas com as moléculas componentes do ar atmosférico resulta na ionização e excitação dessas moléculas, emitindo um espectro característico para cada transição eletrônica do elemento químico excitado. As colisões com o oxigênio produzem auroras vermelhas e verdes, enquanto o nitrogênio produz as cores rosa e roxa.

## Relação com tempestades
Os raios cósmicos primários sofrem interações hadrônicas após o impacto com a atmosfera, as partículas resultantes decaem ou interagem ainda mais, gerando outras partículas, todas as partículas carregadas produzidas na atmosfera sofrem interações eletromagnéticas e, assim, formam o “componente eletromagnético” de uma cascata atmosférica.
O papel da ionização atmosférica induzida por raios cósmicos na geração de tempestades ainda não está estabelecido em termos quantitativos e pesquisas na área estão em andamento. No entanto, o seguinte mecanismo é amplamente aceito.
Os campos elétricos atmosféricos presentes nas nuvens de trovoada não são fortes o suficiente para iniciar a ruptura elétrica. No entanto, os elétrons gerados pelas cascatas atmosféricas são energéticos e podem derrubar mais elétrons, criando mais ionização, e uma avalanche de elétrons é formada. Ao atingir a energia crítica, os elétrons tornam-se pistas relativísticas e resultam em uma descarga abrupta, liberando a energia na forma de tempestades.